# Van de aarde naar de maan
Van de aarde naar de maan (Frans: De la Terre à la Lune) is een sciencefictionroman van de Franse auteur Jules Verne. Het verhaal werd voor het eerst gepubliceerd in 1865. Het gaat over een poging naar de maan te reizen in een capsule die met een groot kanon genaamd Columbiad wordt afgeschoten.
In 1870 kreeg het boek een vervolg getiteld De reis om de maan. Beide boeken zijn later samengevoegd tot De reis naar de maan.

## Inhoud

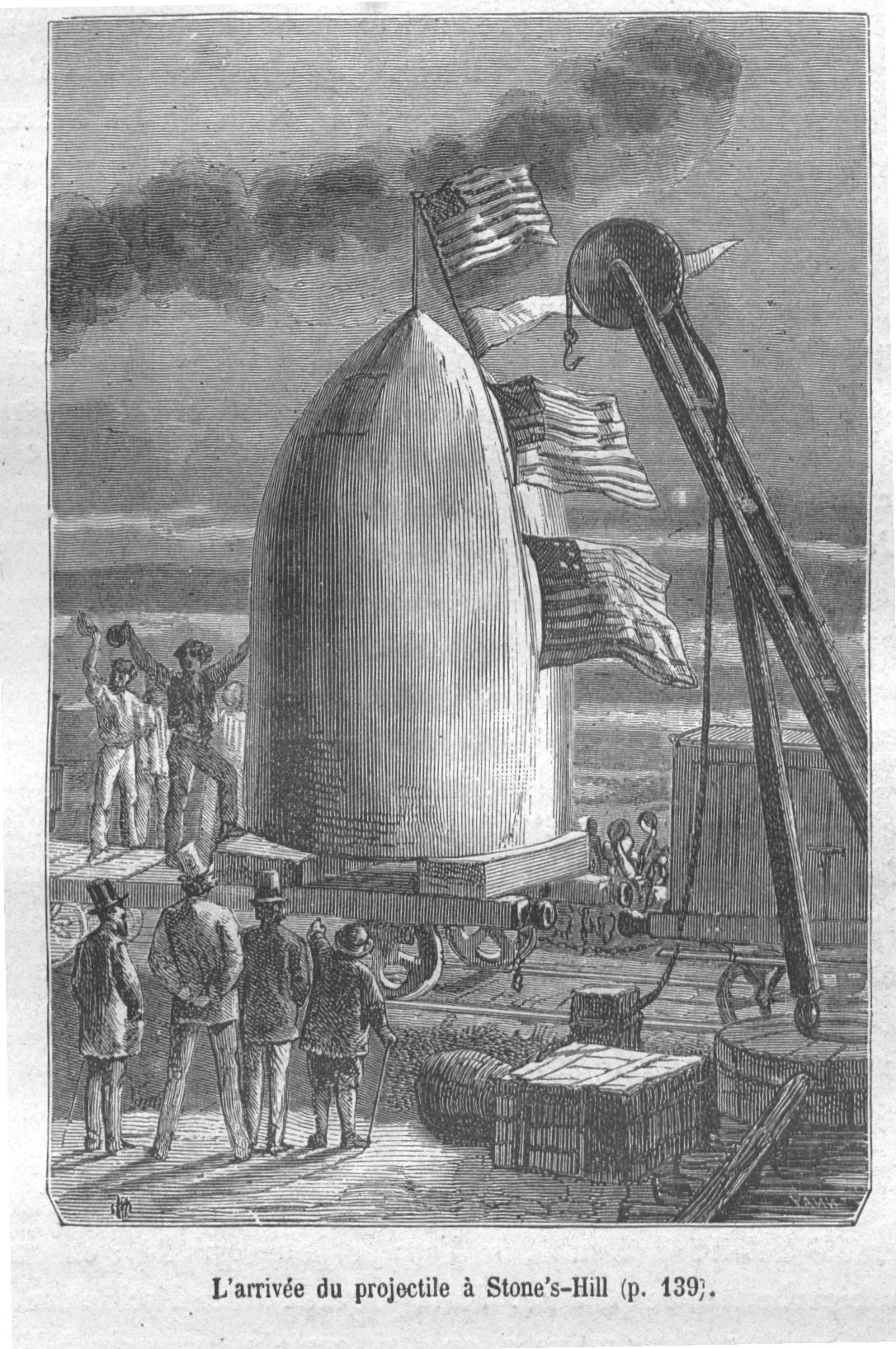
Het projectiel

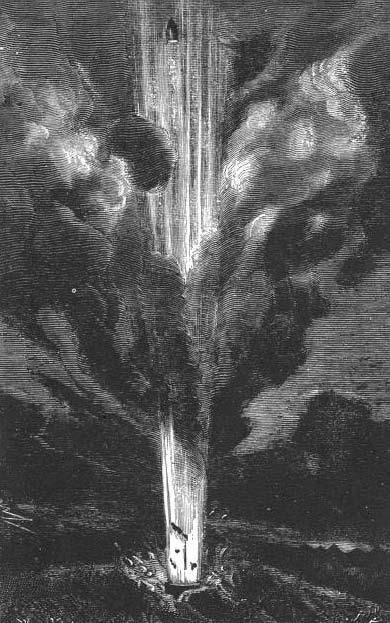
De Columbiad wordt afgeschoten.

Het verhaal begint enige tijd na de Amerikaanse Burgeroorlog. De Gun-club, een club uit Baltimore gespecialiseerd in wapens van alle soorten en maten (vooral kanonnen), wordt bijeengeroepen door de voorzitter, Impey Barbicane. Hij heeft een idee om een kanon te bouwen waarmee een projectiel naar de maan kan worden geschoten. Zijn berekeningen tonen aan dat dit technisch gezien haalbaar moet zijn. De hele club steunt het idee. Barbicane en een paar clubleden zoeken naar de geschikte locatie voor de lancering en plannen de constructie van zowel het kanon als het projectiel.
Een oude vijand van Barbicane, kapitein Nicholl, hoort van het plan en verklaart Barbicane voor gek dat hij zoiets wil proberen. Hij gaat een aantal weddenschappen met Barbicane aan over een aantal punten die het volgens hem onmogelijk maken het project te voltooien. Het eerste probleem is geld. Barbicane probeert overal ter wereld sponsors te krijgen voor zijn idee. De Amerikaanse overheid stelt vier miljoen dollar beschikbaar. Uiteindelijk krijgt Barbicane 5,5 miljoen dollar bijeen om zijn project te financieren.
Barbicane kiest Stone's Hill in Tampa, Florida uit als lanceerlocatie. Hier begint de wapenclub met de constructie van een kolossaal kanon met de naam Columbiad. Het kanon met een loopkaliber van 2,70 meter wordt ingegraven in een 270 meter diep gat met een diameter van 18 meter. De muur van de metalen loop is 1,80 meter dik, daaromheen zit een 5,85 meter dikke betonnen muur. Het projectiel zal in de loop een snelheid van 11 km/s moeten krijgen om het lagrangepunt te kunnen bereiken (het punt waar de zwaartekracht van de aarde en de maan even groot zijn), en kan dan verder vallen naar de maan.
Barbicane wacht een onverwachte verrassing. Michel Ardan, een Franse journalist, wil met het projectiel meereizen. Hij wil dan ook dat er passagiersaccommodatie in het projectiel komt. Bovendien haalt hij zowel Barbicane als Nicholl over met hem mee te gaan.
Aan het eind van het boek wordt het projectiel succesvol afgeschoten, maar het lot van de drie inzittenden wordt niet onthuld. Dat komt aan bod in het tweede deel, De reis om de maan.

## Achtergrond
Van de aarde naar de maan was een van de eerste sciencefictionboeken met een humoristische ondertoon in plaats van een serieus verhaal.
Voor het verhaal deed Verne een paar ruwe berekeningen over hoe groot het kanon moest zijn en met welke kracht een projectiel zou moeten worden afgeschoten. Zijn berekeningen van toen blijken later, zeker gezien het feit dat destijds nog lang niet alle benodigde informatie beschikbaar was, verrassend correct. Vernes scenario is in de praktijk niet haalbaar daar een veel groter kanon nodig zou zijn om het projectiel de ontsnappingssnelheid te laten bereiken zonder het daarbij dusdanig te versnellen dat de inzittenden sterven.
Het verhaal vertoont gelijkenissen met het echte Apollo-project:
- Vernes kanon heet de Columbiad. De commandomodule van de Apollo 11 droeg de naam Columbia.
- De afmetingen van het projectiel zijn vrijwel gelijk aan die van de Apollo CSM.
- De lancering vond in Vernes boek plaats in Florida, dezelfde staat waar alle Apollo-lanceringen plaatsvonden.

## Invloed op popcultuur
- De roman werd bewerkt door Jacques Offenbach tot de spektakel - opera/operette Le voyage dans la lune in 1875.
- H.G. Wells' boek De eerste mensen op de maan uit 1901 noemt Vernes roman.
- De roman diende samen met Wells' The First Men in the Moon en de opera van Jaques Offenbach[2][3][4]als inspiratie voor de eerste sciencefictionfilm, Le voyage dans la lune uit 1902.
- De film From the Earth to the Moon uit 1958, met dezelfde naam als de Engelse vertaling van de roman van Jules Verne, bevat elementen daarvan, maar behalve het thema van een reis naar de maan door Amerikanen in de jaren 1860 en de namen van een paar hoofdpersonages lijkt dit verhaal in niets op de roman.
- De attractie Space Mountain was oorspronkelijk gebaseerd op het boek.
- De roman en zijn vervolg dienden als inspiratie voor het computerspel Voyage: Inspired by Jules Verne.